# Strasti
Strasti su američka televizijska sapunica autora i veteranskog pisca James E. Reillya. Svoju premijeru doživjela je 5. srpnja 1999. na NBC-ju, gdje je zamijenila njihovu maratonsku sapunicu "Drugi svijet" (Another World), a posljednja epizoda na NBC-ju emitirana je 7. rujna 2007. Iako je bilo gotovo sigurno da se sapunica više neće snimati, satelitska mreža Direct TV otkupila je pravo na snimanje novih epizoda. Zadnja epizoda na Direct TV-u je prikazana 7. kolovoza 2008. čime je serija doživjela kraj u potpunosti.
U svojim počecima, "Strasti" su bile orijentirane na horor teme, a kasnije i na dramske i komične. Sapunica prati ljubavne zgode i nezgode, misterije u životima stanovnika Harmonya, fiktivnog gradića u Novoj Engleskoj, SAD.

## Povijest serije
Dolazak "Strasti" na američke ekrane pobudio je prvenstveno oduševljenje (zbog rada Reillya na još jednoj američkoj sapunici, "Dani naših života" (Days of our Lives), kojoj je on donio odličnu gledanost), no ujedno se serija smatrala i kontroverznom (prijateljica glavne junakinje Sheridan Crane je bila princeza Diana od Walesa, te je Sheridan s njom u prvoj epizodi razgovarala putem telefona, nekoliko trenutaka prije nego što je princeza preminula).
U prve tri do četiri godine serije, natprirodni elementi kao vještice, vukodlaci i ormari u kojima je prolaz za pakao su bili glavne okosnice priče ove serije. Jedan od centralnih likova je bila Charity, mlada djevojka koja je bila opsjednuta "silama zla" i tako se pretvarala u "Zlu Charity" ili "Zombi Charity". NBC se čak dogovorio s vlasnicima prava na seriju "Bewitched" da u seriju uvedu lik doktora Bombaya iz serije. Iako se doktor Bombay pojavio svega u tri epizode, ostala ekipa iz "Bewitched" nikad nije spominjana; no na drugu stranu, Tabitha, vještica, rodila je kćer 2003.-e i nazvala je Endora, po liku iz "Bewitched", a i sama Tabitha je priznala kako joj se majka zvala Samantha, a otac Darren.
Kako je vrijeme prolazilo, "Strasti" su prestale koristiti natprirodne elemente i koncentrirale su se na svepoznate teme sapunica, ljubavne trokute i povratke iz mrtvih. Serija nas je uvela u živote četiriju obitelji, imućne obitelji Crane, tipične američke obitelji Bennett, afričkoameričke obitelji Russell i irsko-latino obitelji Lopez-Fitzgerald. Osim članova tih obitelji, povremeno su uvedeni i novi likovi, kao npr. lik Rebece i Gwen Hotchkiss, upletene u priče s obitelji Crane i Lopez-Fitzgerald itd.
U posljednjoj epizodi serije, Tabitha Lenox postaje smrtnica i otac Lonigan je krsti. Nakon toga, vještica Kay Bennett Crane Lopez-Fitzgerald prizna svim građanima da je Tabitha bila vještica i da je ona vještica, a građani se slože da će biti lijepo imati vješticu u gradu. Tabitha objavljuje da u Harmonyju više nema zla. Theresa konačno dokaže Ethanu da su Gwen i Rebecca poslale tajnu o njegovom očinstvu tabloidima i sve njihove druge spletke zbog čega njih dvije odu u zatvor. Luis i Fancy ostaju zajedno čekajući dijete, Sheridan i Antonio radujući se da će i sami imati dijete, Noah i Paloma također s djetetom na putu, Sam i Ivy, Julian i Eve, te Kay i Miguel. Tabitha odlučuje odsad svaki dan ići u crkvu.  U posljednjoj sceni Theresa i Ethan se vjenčaju (nakon što je Endora magijom otvorila ocu Loniganu oči). Theresa kaže gledateljima da uvijek slijede svoju strast jer će ih ona dovesti do njihovog sretnog završetka. Nakon toga glumačka ekipa maše gledateljima, a Tabitha drži sliku Timmyja dok mi čujemo njega kako pjeva.

## "Strasti" u Hrvatskoj
Sapunicu je u Hrvatskoj emitirala Nova TV, te su prikazane samo dvije sezone, od 520 epizoda (1999. – 2001.). Usprkos mnogim pritužbama gledatelja, nove epizode nikad nisu kupljene zbog toga što su NBC-ju istekla prava na glazbu iz serije za inozemstvo.

## Gledanost i ukidanje
Iako je imala katastrofalnu gledanost što se tiče daytime sapunica, "Strasti" su bile popularne kao "sapunica za mlade". 2007.-e pala je NBC-jeva odluka da će sapunicu najesen zamijeniti još jedan sat američke emisije "Today".
Početkom prosinca izašla je vijest u američkim medijima kako je Direct TV ukinuo "Strasti" nakon samo 3 mjeseca emitiranja. Vijest se pokazala točnom, kad su i glumice Liza Huber i Tracey Ross to potvrdile na svojim web stranicama. Snimanje završava krajem ožujka, a emitiranje krajem kolovoza. Također je objavljeno kako će se serija emitirati triput tjedno, a ne kao dosad, četiri puta tjedno. Pojavila se i vijest kako je TV kuća Oxygen zainteresirana za seriju, no ta se vijest pokazala neistinitom, te je ekipa serije sa snimanjima prestala već u ožujku 2008., a posljednje epizode sapunice bit će emitirane sve do kolovoza 2008.

## Zanimljivosti
- Josh Ryan Evans tumačio je lik lutka Timmya, jednog od najpopularnijih likova u "Strastima". 2002.-e godine Josh je preminuo od posljedica operacije, a na isti dan njegove smrti i sam lik Timmya je preminuo u bolnici i otišao je u raj. Producenti "Strasti" su mislili oživjeti Timmya nakon što bi se Josh vratio na snimanje, no zbog tragičnog događaja, morali su u potpunosti izbrisati lik Timmya.
- Nakon što 5 godina gledatelji uopće nisu vidjeli lice Alistaira Crane, zlog obiteljskog moćnika, napokon je pronađen glumac, veteran David Bailey. Bailey je bio pun pogodak kod gledatelja, no na Dan Zahvalnosti 2004.-e glumac se utopio u vlastitom bazenu, u isto vrijeme kada su se na malim ekranima prikazivale scene Alistairove kliničke smrti. Ponovno, ekipa na snimanju i publika je bila u šoku, no producenti serije nisu imali izbora, te su pronašli novog glumca za ulogu Alistaira, Johna Reillya.
- Justin Hartley (Fox #1) je u pravom životu u braku s kolegicom iz serije, Lindsay Hartley (Theresa Lopez Fitzgerald Crane), te zajedno imaju i kćer, Isabella Hartley.
- U vrijeme kada je lik Miguela bio van grada, Ivy Crane angažirala je svoju asistenticu Valerie da pronađe Miguela kako bi ovaj prekinuo odnos Ivyinog sina Foxa s Kay Bennett. Valerie nije uspjela pronaći Miguela, te je jedino poznato da je Miguel nakon odlaska iz Harmonya radio "kao vrtlar u tamo nekoj prigradskoj ulici Wisteria Lane". Stvar je u tome, da je lik Miguela tada igrao Jesse Metcalfe, koji je u seriji "Kućanice" tumačio lik vrtlara Johna Rowlanda.
- "Strasti" su bile nominirane za sljedeće nagrade: ALMA nagrade, Casting Society of America Artios nagrade, Daytime Emmy nagrade, Medijske nagrade GLAAD, Hollywood Makeup Artist and Hair Stylist Guild nagrade, NAACP Image nagrade i Imagen Foundation nagrade.

## Likovi

### Glavna glumačka postava
| Glumac                  | Lik                                           | Period                                            |
| ----------------------- | --------------------------------------------- | ------------------------------------------------- |
| Silvana Arias           | Paloma Lopez-Fitzgerald (#1)                  | 2004. – 2007.                                     |
| David Bailey            | Alistair Crane (#1)                           | 2004. – 2005.                                     |
| Adrian Bellani          | Miguel Lopez-Fitzgerald (#2)                  | 2006. – 2007.                                     |
| Kacie Borrowman         | Cracked Connie                                | 2002.                                             |
| Brandi Burkhardt        | Siren                                         | 2006.                                             |
| Erin Cardillo           | Esme Vanderheusen                             | 2005., 2006., 2007. – 2008.                       |
| Lena Cardwell           | Simone Russell (#1)                           | 1999. – 2001.                                     |
| Justin Carroll          | David Hastings                                | 2001. – 2004.                                     |
| Nicole Cox              | Endora Lenox                                  | 2003. – 2008.                                     |
| Charles Divins          | Chad Harris Crane (#2)                        | 2002. – 2007.                                     |
| Cathy Jeneen Doe        | Simone Russell (#3)                           | 2004. – 2007.                                     |
| Christopher Douglas     | Antonio Lopez-Fitzgerald                      | 2001. – 2004., 2008.                              |
| Daphnee Duplaix Samuel  | Valerie Davis                                 | 2004. – 2008.                                     |
| Andrea Evans            | Rebecca Hotchkiss Crane (#2)                  | 2000. – 2008.                                     |
| Josh Ryan Evans         | Timmy (Lenox)                                 | 1999. – 2002.                                     |
| Dylan Fergus            | Noah Bennett                                  | 2005. – 2008.                                     |
| Galen Gering            | Luis Lopez-Fitzgerald                         | 1999. – 2008.                                     |
| Arturo Gil              | Cecil                                         | 2002.                                             |
| Hannia Guillen          | Paloma Lopez-Fitzgerald (#2)                  | 2007. – 2008.                                     |
| Bruce Michael Hall      | Reese Durkee                                  | 2000. – 2002.                                     |
| Jade Harlow             | Jessica Bennett (#2)                          | 2000. – 2002.; 2002. – 2003.                      |
| Emily Harper            | Fancy Crane                                   | 2005. – 2008.                                     |
| Justin Hartley          | Nicholas Foxworth Crane (#1)                  | 2002. – 2006.                                     |
| Lindsay Hartley         | Theresa Lopez-Fitzgerald Crane Casey Winthrop | 1999. – 2008.                                     |
| Michelle Holgate        | Jessica Bennett (#3)                          | 2002.                                             |
| Liza Huber              | Gwen Hotchkiss Winthrop (#1)                  | 1999. – 2000., 2002. – 2008.                      |
| James Hyde              | Sam Bennett                                   | 1999. – 2008.                                     |
| Dalton James            | Hank Bennett (#1)                             | 1999. – 2001.                                     |
| Brook Kerr              | Whitney Russell                               | 1999. – 2007.                                     |
| Jack Krizmanich         | John Hastings                                 | 2001. – 2004.                                     |
| Kyrie Maezumi           | Maya Chinn                                    | 2006.                                             |
| Amelia Marshall         | Liz Sanbourne                                 | 2001. – 2006.                                     |
| Eric Martsolf           | Ethan Winthrop (#2)                           | 2002. – 2008.                                     |
| Ben Masters             | Julian Crane                                  | 1999. – 2008.                                     |
| Gina Marie May          | Kay Bennett (#2)                              | 2000.                                             |
| Maureen McCormick       | Rebecca Hotchkiss (#1)                        | 2000.                                             |
| Kelli McCarty           | Beth Wallace                                  | 1999. – 2005., 2006.                              |
| Victor McCay            | Doc                                           | 2001. – 2002.                                     |
| Ryan McPartlin          | Hank Bennett (#2)                             | 2001. – 2004.                                     |
| Jesse Metcalfe          | Miguel Lopez-Fitzgerald (#1)                  | 1999. – 2004.                                     |
| Juliet Mills            | Tabitha Lenox                                 | 1999. – 2008.                                     |
| Taylor Anne Mountz      | Kay Bennett (#1)                              | 1999. – 2000.                                     |
| Heidi Mueller           | Kay Bennett Crane (#4)                        | 2003. – 2008.                                     |
| Kathleen Noone          | Edna Wallace                                  | 2002. – 2005., 2005. – 2006., 2006., 2007., 2008. |
| Jason Olive             | Frank Lomax                                   | 1999.                                             |
| Chrystee Pharris        | Simone Russell (#2)                           | 2001. – 2004.                                     |
| Blair Redford           | Miguel Lopez-Fitzgerald (#3)                  | 2007. – 2008.                                     |
| John Reilly             | Alistair Crane (#2)                           | 2005. – 2006., 2007. – 2008.                      |
| Alisa Reyes             | Syd Valentine                                 | 2003.                                             |
| Tracey Ross             | Eve Russell                                   | 1999. – 2008.                                     |
| Travis Schuldt          | Ethan Winthrop (#1)                           | 1999. – 2002.                                     |
| Kristina Sisco          | Charity Standish (#2)                         | 2006. – 2007.                                     |
| Dana Sparks             | Faith Standish Grace Bennett                  | 1999., 2004. 1999. – 2003., 2006. – 2007.         |
| Molly Stanton           | Charity Standish(#1) Zombi Charity            | 1999. – 2004. 2001. – 2002.                       |
| Richard Steinmetz       | Martin Fitzgerald                             | 2004. – 2006.                                     |
| James Stevenson         | Jared Casey                                   | 2006. – 2007.                                     |
| Danica Stewart          | Jessica Bennett Lester (#4)                   | 2003. – 2007., 2008.                              |
| Donn Swaby              | Chad Harris Crane (#1)                        | 1999. – 2002.                                     |
| Melinda Sward           | Pretty Crane                                  | 2007. – 2008.                                     |
| Eva Tamargo             | Pilar Lopez-Fitzgerald                        | 1999. – 2008.                                     |
| Leigh Taylor-Young      | Katherine Barrett Crane                       | 2004. – 2006.                                     |
| Kim Johnston Ulrich     | Ivy Winthrop Crane                            | 1999. – 2008.                                     |
| Rodney Van Johnson      | T.C. Russell                                  | 1999. – 2007.                                     |
| McKenzie Westmore       | Sheridan Crane Lopez-Fitzgerald Boothe        | 1999. – 2008.                                     |
| Adrian Wilson           | Christopher Boothe                            | 2005. – 2007.                                     |
| Mary Elizabeth Winstead | Jessica Bennett (#1)                          | 1999. – 2000.                                     |
| Deanna Wright           | Kay Bennett (#3)                              | 2000. – 2003.                                     |
| Sharon Wyatt            | Rachel Barrett                                | 2005. – 2006.                                     |
| Mark Cameron Wystrach   | Nicholas Foxworth Crane (#2)                  | 2006. – 2007.                                     |
| Natalie Zea             | Gwen Hotchkiss Winthrop (#2)                  | 2000. – 2002.                                     |

### Sporedna glumačka postava
| Glumac                   | Lik                      | Period        |
| ------------------------ | ------------------------ | ------------- |
| Mitchell and Shane Albin | Marty Lopez-Fitzgerald   | 2005., 2006.  |
| Victor Alfieri           | Gianni Valentino         | 2006.         |
| Silvana Arias            | Paloma Lopez-Fitzgerald  | 2007.         |
| BamBam                   | Precious                 | 2003. – 2005. |
| John Beck                | Bruce                    | 2001, 2003.   |
| Alain Benetar            | Pierre                   | 1999. – 2000. |
| Michael Bergin           | Nick Bozman              | 2002.         |
| Eric Bizot               | Jean-Luc Moulin          | 1999.         |
| Sarah and Thomas Buhl    | Ethan Winthrop, Jr. (#1) | 2002.         |
| William Bumiller         | Faux-Martin Fitzgerald   | 1999. – 2000. |
| Owen Bush                | Orville Perkins          | 1999. – 2000. |
| Colby and Grayson Button | Ethan Winthrop, Jr. (#2) | 2002. – 2003. |
| Chea Courtney            | Little Angel Girl        | 1999. – 2003. |
| Roark Critchlow          | Dr. Ackland              | 2003. – 2004. |
| Marita DeLeon            | Tina Alvarez             | 2000.         |
| Bill Dempsey             | Alistair Crane (#1)      | 1999. – 2004. |
| Emiliano Diez            | Francisco Lopez          | 2001.         |
| Marta DuBois             | Maria Lopez              | 2004., 2007.  |
| Brenda Epperson Doumani  | Crystal Harris           | 2000.         |
| Dalton James             | Hank Bennett             | 2004.         |
| Jackson and Ryan Keane   | James Boothe (#1)        | 2005. – 2006. |
| Alan Oppenheimer         | Voice of Alistair Crane  | 1999. – 2004. |
| John Reilly              | Alistair Crane (#2)      | 2007. – 2008. |
| Seth Stern               | James Boothe (#2)        | 2006. – 2007. |

### Pokojni glumci
| Glumac          | Lik              | Godina smrti |
| --------------- | ---------------- | ------------ |
| Owen Bush       | Orville Perkins  | 2001.        |
| Josh Ryan Evans | Timmy Lenox      | 2002.        |
| David Bailey    | Alistair Crane   | 2004.        |
| Harrison Young  | Palmer Harper    | 2005.        |
| Alice Ghostley  | Matilda Matthews | 2007.        |

## Vanjske poveznice
- Strasti, fan-site
- Strasti, NBC-jeva web stranica
- Soap Opera Central, tko je tko u Harmonyu